# Орловецкий, Емельян Алексеевич
Емельян Алексеевич Орловецкий (Эмиль Орловецкий; 24 февраля 1937 — 15 марта 2013) — советский и российский актёр театра, солист Московской оперетты, народный артист Российской Федерации (2003).

## Биография
Емельян (Эмиль) Орловецкий родился 24 февраля 1937 года. Закончил ГИТИС. В 1963 году вошёл в труппу Московского театра оперетты.
Умер после тяжёлой, продолжительной болезни 15 марта 2013 года. Прах захоронен на Востряковском кладбище.

## Награды
- Заслуженный артист РСФСР (27 января 1978).
- Народный артист Российской Федерации (11 июня 2003).

## Творчество

### Работы в театре
- «Катрин» — Фуше
- «Джейн» — лорд Тауэр
- «Фиалка Монмартра» (И. Кальман) — хозяин
- «Королева чардаша» (И. Кальман) — Ферри
- «Марица» (И. Кальман) — Тчеко
- «Летучая мышь» (Штраус) — Франк, начальник тюрьмы
- «Принцесса цирка» (И. Кальман) — Кревельяк
- «Мирандолина» (В. Сидоров) — граф Альбафьорита
- «Сокровища капитана Флинта» — сэр Трелони
- «Граф Люксембург» (Ф. Легар) — Анри Бриссар
- «Весёлая вдова» (Ф. Легар) — Данило

### Фильмография
1. 1975 — Граф Люксембург — Анри Бриссар
2. 1978 — Мелодии из оперетт советских композиторов («В ритме сердца», А. Петров)
3. 2011 — Триумф оперетты (Фрагменты из оперетт. Использованы материалы Телерадиофонда прошлых лет.)